# Piatka
Piatka (ukr. П’ятка) – wieś w rejonie cudnowskim obwodu żytomierskiego nad dopływem Hniłopiatu, 19 km od Cudnowa. W czasach I Rzeczypospolitej było to niewielkie miasteczko i nosiło nazwę Piątka lub Piątek. W pobliżu znajdują się dwie mogiły z czasów wojen kozackich.

## Historia
Na polach tego miasteczka w roku 1593 miała miejsce bitwa pod Piątkiem, decydujące starcie pospolitego ruszenia szlachty kresowej i prywatnych wojsk magnatów z kozakami biorącymi udział w powstaniu Kosińskiego.
Prywatne miasto szlacheckie, położone w województwie kijowskim, w 1739 roku należało do klucza Piatka Lubomirskich.
Pod rozbiorami siedziba Gminy Piątka w powiecie żytomierskim guberni wołyńskiej.
Podczas okupacji hitlerowskiej, w lecie 1941 roku Niemcy utworzyli getto dla żydowskich mieszkańców. Przebywało w nim około 300 osób. 24 października 1941 roku Niemcy zlikwidowali getto, a Żydów zamordowali poza miastem. 